# Rorbas
Rorbas is een gemeente en plaats in het Zwitserse kanton Zürich, en maakt deel uit van het district Bülach.
Rorbas telt 2158 inwoners.

## Overleden
- Othmar Blumer (1848-1900), politicus en voorzitter van de Kantonsraad